# Віцепрезидент Азербайджану
Віцепрезидент Азербайджанської Республіки (азерб. Azərbaycan Respublikasının vitse-prezidenti) — група посад в Азербайджані, наступних за посадою президента Азербайджану. Існує посада першого віцепрезидента (азерб. Azərbaycan Respublikasının Birinci vitse-prezidenti) і посади віцепрезидентів Азербайджану. Нинішнім першим віцепрезидентом Азербайджану є Мехрібан Алієва, дружина президента Ільхама Алієва; посади інших віцепрезидентів поки вакантні.
Посади віцепрезидентів Азербайджану були засновані серією поправок до Конституції, прийнятих на конституційному референдумі 26 вересня 2016 року. Ці поправки дають президенту право призначати і звільняти з посади першого віцепрезидента та віцепрезидентів.

## Повноваження
При достроковому звільненні президента Азербайджанської Республіки з посади, протягом 60 днів проводяться позачергові вибори президента Азербайджанської Республіки. У цьому випадку до обрання нового президента Азербайджанської Республіки повноваження президента Азербайджанської Республіки виконує перший віцепрезидент Азербайджану; якщо перший віцепрезидент іде у відставку, повністю втрачає здатність за станом здоров'я виконувати свої повноваження, то в певній послідовності віцепрезидент Азербайджанської Республіки отримує статус першого віцепрезидента й виконує повноваження глави держави.

## Недоторканність
Протягом строку повноважень особа віцепрезидента Азербайджанської Республіки є недоторканною. Віцепрезидент Азербайджанської Республіки не може бути затриманий і притягнутий до кримінальної відповідальності, крім випадків затримання на місці злочину, до нього не можуть бути застосовані в судовому порядку заходи адміністративного стягнення, він не може піддаватися обшуку, особистому огляду. Недоторканність віцепрезидента Азербайджанської Республіки може бути припинена тільки президентом Азербайджанської Республіки на підставі подання генерального прокурора Азербайджанської Республіки.

## Забезпечення і безпека
Забезпечення першого віцепрезидента Азербайджанської Республіки і його сім'ї здійснюється коштом держави.
Безпека першого віцепрезидента Азербайджанської Республіки і його сім'ї забезпечується спеціальними службами охорони.

## Право бути віцепрезидентом
Віцепрезидентом Азербайджану може стати громадянин Азербайджану, який має право голосу і вищу освіту, а також не має іноземного громадянства.

## Секретаріат Першого віцепрезидента
| Начальник Секретаріату першого віцепрезидента Азербайджанської Республіки | Алтай Гасанов    |
| Заступник начальника Секретаріату першого віцепрезидента                  | Мехті Дадашев    |
| Заступник начальника Секретаріату першого віцепрезидента                  | Фаріз Рзаєв      |
| Помічник першого віцепрезидента                                           | Анар Алекберов   |
| Помічник першого віцепрезидента                                           | Юсуф Мамедалієв  |
| Помічник першого віцепрезидента                                           | Ельчін Амірбеков |
| Помічник першого віцепрезидента                                           | Гюндуз Керімов   |
| Помічник першого віцепрезидента                                           | Халід Асадов     |

## Список віцепрезидентів Азербайджану
| №                                                            | Портрет | Ім'я (роки життя)           | Термін повноважень            | Партія            | Посаду засновано 26 вересня 2016 року |
| Посада вакантна (26 вересня 2016 року — 21 лютого 2017 року) |         |                             |                               |                   | |
| 1                                                            |         | Мехрібан Алієва (нар. 1964) | 21 лютого 2017 року — наш час | Новий Азербайджан | 21 лютого 2017 року президент Ільхам Алієв призначив свою дружину Мехрібан Алієву першим віцепрезидентом Азербайджану. У зв'язку з цим 6 березня 2017 року припинено її повноваження депутата Міллі Меджлісу Азербайджанської Республіки. Мехрібан Алієву 2015 року обрано депутатом від 14-го Хазарського виборчого округу на виборах до Міллі Меджлісу п'ятого скликання. |